# Portret Modesta Musorgskiego

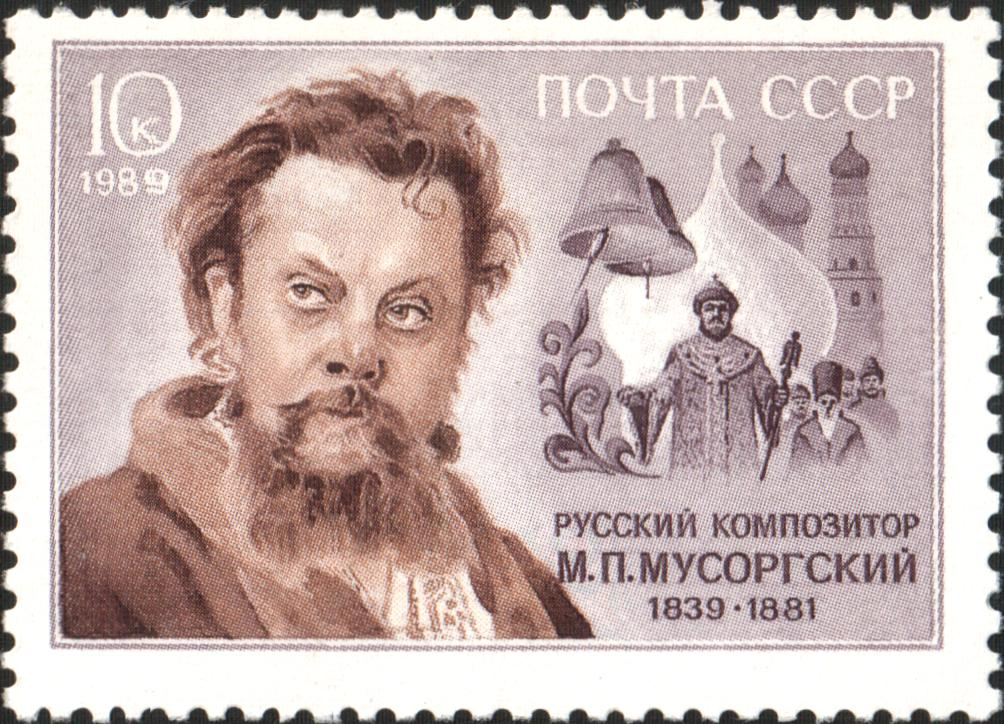
Portret na znaczku pocztowym ze Związku Radzieckiego z 1989; obok scena z opery Borys Godunow.

Portret Modesta Musorgskiego – obraz Ilji Riepina z 1881.
Malarstwo portretowe stanowi znaczną część artystycznego dorobku Ilji Riepina. Wśród jego modeli były zarówno osoby zupełnie przypadkowe, jak i znaczni urzędnicy carscy, rodzina i bliscy oraz dzieci. Wizerunki wykonywane przez Riepina charakteryzuje różnorodność używanych technik oraz dbałość o przedstawienie psychologii modela.
Portret kompozytora Modesta Musorgskiego namalowany został na prośbę Władimira Stasowa i został wykonany przez Riepina na cztery dni przed śmiercią muzyka w Mikołajewskim Szpitalu Wojskowym, kiedy jego stan zdrowia się poprawił. Muzyk został ukazany na biało-niebieskim tle, ubrany w domowy strój złożony z ciemnozielonego szlafroka z czerwonym obszyciem (podarowanego przez Cezara Cui) oraz ludowej, wyszywanej koszuli. Musorgski jest zwrócony twarzą do widza, lecz jego wzrok skierowany jest w prawą stronę. Jego oblicze ma obojętny wyraz, jego broda i wąsy są w wyraźnym nieładzie. Twarz bohatera (zwłaszcza charakterystycznie zaczerwieniony nos) zdradzają wpływ wieloletniej choroby alkoholowej, która przyczyniła się do jego śmierci zaledwie cztery dni po ukończeniu przez Riepina pracy nad portretem. Artysta otrzymał za obraz honorarium w wysokości 400 rubli wypłacone przez Pawła Trietjakowa (z pieniędzy zrezygnował przeznaczając je na ufundowanie granitowego pomnika, który został odsłonięty na nagrobku Musorgskiego 25 listopada 1885).
Wizerunek Musorgskiego zaliczany jest do najlepszych portretów autorstwa Riepina. Powstał podczas czterech seansów pozowania, malarz zaś zamiast sztalugi użył stołu. Według Stasowa:

Ze wszystkich znających Musorgskiego nie było nikogo, kto by nie popadł w zachwyt w zetknięciu się z tym portretem - do tego stopnia jest on żywy, tak podobny, tak wiernie i bezpośrednio oddający całą naturę, cały charakter całą zewnętrzną powierzchowność Musorgskiego.